# Jean Anthoine
Jean Anthoine ou Jean de Majorcy, actif au XVIe siècle, est un peintre d’origine italienne ayant exercé dans le royaume de France.

## Biographie
Jean Anthoine est probablement un peintre de fresques d’origine italienne. Il aurait participé à la décoration de l’abbaye Notre-Dame de Boulogne-sur-Mer à l’occasion du camp du Drap d'Or (rencontre entre les rois François Ier et Henri VIII en 1520). Il est ensuite mentionné en 1532 en tant que peintre de Guillaume du Belloy de Langey. En 1536, il poursuit des travaux sous la directions de Rosso Fiorentino au château de Fontainebleau et est payé comme aide.